# Boulet & Cie
Boulet & Cie war ein französischer Hersteller von Automobilen.

## Unternehmensgeschichte
Das Unternehmen aus Paris begann 1902 mit der Produktion von Automobilen. 1903 endete die Produktion.

## Fahrzeuge
Angeboten wurden die Modelle 4 CV, 6 CV sowie 8 CV oder 9 CV. Zum Einsatz kamen Einzylindermotoren von Aster, die im Heck montiert waren und über Riemen die Hinterachse antrieben. Ein Fahrzeug nahm 1903 am Autorennen Paris–Madrid teil.